# Collegio di Leeds South West and Morley
Leeds South West and Morley è un collegio elettorale inglese della Camera dei comuni del Parlamento del Regno Unito, situato nel West Yorkshire, nella regione dello Yorkshire e Humber. Elegge un membro del Parlamento con il sistema maggioritario a turno unico. Il rappresentante del collegio dal 2024 è il laburista Mark Sewards.

## Estensione
Il collegio comprende i seguenti ward della Città di Leeds: Ardsley and Robin Hood; Farnley and Wortley; Morley North e Morley South.

## Membri del Parlamento
| Elezione | Elezione | Deputato     | Partito   |
| -------- | -------- | ------------ | --------- |
|          | 2024     | Mark Sewards | Laburista |

## Risultati elettorali

### Elezioni negli anni 2020
| Partito                    | Partito                                      | Candidato                  | Risultati 4 luglio 2024 | Risultati 4 luglio 2024 |
| Partito                    | Partito                                      | Candidato                  | Voti                    | %                       |
| -------------------------- | -------------------------------------------- | -------------------------- | ----------------------- | ----------------------- |
|                            | Laburista                                    | Mark Sewards               | 17 681                  | 43,97                   |
|                            | Conservatore                                 | Andrea Jenkyns             | 9 258                   | 23,02                   |
|                            | Reform UK                                    | James Kendall              | 8 187                   | 20,36                   |
|                            | Verdi                                        | Chris Bell                 | 2 522                   | 6,27                    |
|                            | Lib Dem                                      | Michael Fox                | 1 798                   | 4,47                    |
|                            | Yorkshire                                    | Howard Graham Dews         | 664                     | 1,65                    |
|                            | Social Democratico                           | Nigel Perry                | 99                      | 0,25                    |
|                            |                                              |                            |                         |                         |
| Iscritti                   | Iscritti                                     | Iscritti                   | 71 854                  | 100,00                  |
| ↳ Votanti (% su iscritti)  | ↳ Votanti (% su iscritti)                    | ↳ Votanti (% su iscritti)  | 40 209                  | 55,96                   |
| ↳ Astenuti (% su iscritti) | ↳ Astenuti (% su iscritti)                   | ↳ Astenuti (% su iscritti) | 31 645                  | 44,04                   |
|                            |                                              |                            |                         |                         |
|                            | Esito: collegio a Laburista (nuovo collegio) |                            |                         |                         |